# Pippo Lionni
Pippo Lionni, né en 1954 à New York (États-Unis), est graphiste, artiste, designer

## Biographie
Il a apporté au graphisme une approche conceptuelle, formalisée dans des systèmes complexes pour la signalétique, la scénographie, ainsi que l'identité visuelle et le design produit.
Après s’être  « échappé » vers des études de Philosophie et de Mathématiques à la Portland State University et à la New York University, il devient designer vers la fin des années 70. Pendant ses années de jeunesse il a aussi fait du jazz à New York et à Paris, où il vit depuis 1981.
En 1998 Pippo Lionni commence sa réflexion et son travail sur les Facts of Life – un langage symbolique qui interpelle nos perceptions du rire les plus profondes, grâce au détournement de pictogrammes.
Lionni nous parle de la vie à travers le langage universel des pictogrammes, dont l’univers cassant et minimaliste nous montre un reflet de la condition humaine. Cette œuvre, à la fois politique et critique, nous fourni aussi  une vision humoristique de la société contemporaine. La simplicité graphique de ce langage visuel, totalement ouvert, ne laisse jamais le lecteur/spectateur indifférent et lui permet,  au contraire, de laisser libre cours à son imagination.
Son travail d’artiste a fait l’objet de nombreuses expositions internationales parmi lesquelles celles réalisées  chez Max Lang à New York, au PNCA de Portland, Oregon, aux galeries Frédéric Giroux, Artcurial, Espace Modem, Franck Bordas, Passage de Retz et à la Brownstone Foundation à Paris, ainsi qu’à la Karel de Grote Hogeschool à Anvers, au Israel Museum à Jérusalem et à la Columbia University à New York City.
Après avoir participé à l'aventure Intégral Concept avec Ruedi Baur et Philippe Délis, il crée Ldesign avec le designer Arik Levy.
Il est membre de l'Alliance Graphique Internationale.

## Police de caractère
- Facts of life, édité par Linotype, 1999. Il s'agit d'une police dingbat qui peut combiner plusieurs caractères entre eux.